# Idioten (film fra 2023)
 For alternative betydninger, se Idioten (flertydig). (Se også artikler, som begynder med Idioten)
Idioten er en dansk spillefilm fra 2023 instrueret af Kasper Rune Larsen.

## Handling
Efter de fandt hinanden, er Tobias og Cille begyndt at forandre deres liv. Tobias er færdig med afvænning, og Cille er langsomt ved at komme tilbage til et normalt liv efter flere års psykisk og fysisk sygdom. Det unge par venter nu deres første barn, men de lykkelige omstændigheder viser sig at blive et tilbageslag, for deres uheldige fortid klæber til dem.
Under et afklaringsforløb har Tobias opdaget, at hans kald i livet er at blive skuespiller; en, der kan underholde og bringe glæde. Men dem, der er tættest på Tobias, støtter ham ikke – og de forsøger i stedet at pille ham ned. Myndighederne begynder at sætte spørgsmålstegn ved, om det unge par overhovedet er egnet til at blive forældre.